# 石澳巴士總站
石澳巴士總站（英語：Shek O Bus Terminus）是香港南區一個巴士總站，位於香港島石澳泳灘附近，地址為石澳道190號，現時有一條常規巴士路線服務該區的居民、商戶和遊客。

## 歷史
石澳巴士總站的站長室是一座歐式兩層高的建築物，是在香港的公共運輸交匯處中極為罕見的歐式建築及兩層築體。該建築物於1955年建成，曾有中華巴士的站長及職員在內居住。而本建築物業權，原亦屬中華巴士所有。
石澳巴士總站由著名建築師徐敬直創立的興業建築師設計，以現代主義或國際現代風格建造。這是一幢兩層實用的鋼筋混凝土框架建築，橫樑和立柱支撐著一樓樓板，懸臂式陽台和單斜屋頂。開放式陽台和樓梯井提供了挖空的空間，營造出浮箱的錯覺。懸臂式一樓樓板和屋頂，賦予建築優雅和輕盈。強調橫向線條源於流行的國際風格主義，這種建築風格一般認為源於上世紀二十年代德國的包浩斯藝術學院。
而在石澳巴士總站的遮蔽牆上，陽檯面板和人字形通風孔上巧妙地使用裝飾藝術，是1950年代典型的裝飾藝術，給建築帶來吸引人的外觀。
石澳巴士總站於2013年9月獲古物諮詢委員會評為列為二級歷史建築。

### 保育事宜
2020年2月，石澳巴士總站日久失修，出現石屎剝落問題，當區（赤柱及石澳）區議員彭卓棋去信巴士公司，要求修葺石屎剝落問題，巴士公司亦已在2020年3月完成修葺。直至2021年1月，「SHEK O BUS TERMINUS」石屎招牌英文字母飛脫，彭卓棋亦與巴士公司即時處理。2021年1月至5月，彭卓棋多次去信古物古蹟辦事處，詢問有關長遠保育復修事宜，惟一直未有得到回覆。2021年5月6日南區區議會會議，彭卓棋提出在會議上討論有關長遠保育復修議題，後續工作仍有待進行。彭卓棋透露，陽台外牆石屎字的「N」字於1月曾斷裂脫落，幸及時發現修補，未釀意外，惜「E」字已不能尋回。他又關注屋頂上兩隻鐵鈎，若遇強風可能會掉落傷及途人，他說石澳是靠海村落，巴士總站位置正是「食風位」，擔心颱風會加劇建築物的損害。彭卓棋認為，新巴現只使用巴士總站地下休息室，上層包括陽台等空間閒置不用等同浪費，建議部門研究能否加入展覽元素，例如開放上層讓公眾參觀、加設展示牌講解建築物歷史，亦促請當局及時保育活化，使古蹟恢復歷史原貌。新世界第一巴士諮詢古物古蹟辦事處的意見後，決定斥資50萬港元對巴士總站進行翻新，並於2022年4月21日完成修葺重開。翻新期間更發現中華巴士的站牌以及10米深的水泵、水井。

## 總站路線資料（巴士）

### 城巴9號線
- 筲箕灣 ↔ 石澳

### 城巴X9線
- 中環（天星碼頭） ↔ 石澳

## 鄰近地點
- 石澳村
- 石澳後灘

## 外部連結
- 石澳巴士總站 （页面存档备份，存于），城巴／新巴